# Idertia axillaris
Idertia axillaris là một loài thực vật có hoa trong họ Ochnaceae. Loài này được (Oliv.) Farron mô tả khoa học đầu tiên năm 1963.